# Палац Чапських (Варшава)
Пала́ц Ча́пських (пол. Pałac Czapskich w Warszawie) — палац, розташований в центрі Варшави. Вважається одним з видатних прикладів стилю бароко з елементами рококо в польській столиці. В даний час будівля належить Академії красних мистецтв. У будівлі, що розташована через дорогу до Варшавського університету, жили в різний час художник Зиґмунт Фоґель, композитор Фредерік Шопен, поети Зигмунт Красінський і Ципріан Каміль Норвід.

## Історія
У XVII столітті на місці нинішнього палацу розміщувалась дерев'яна садиба Радзивіллів. У 1680—1705 роках під керівництвом архітектора Тільмана Гамера був побудований палац для архієпископа Гнєзно Міхала Радзієвського. У наступні роки палац часто міняв своїх власників, у різні роки тут проживали: Пражмовські, Сенявські, Чарторийські.

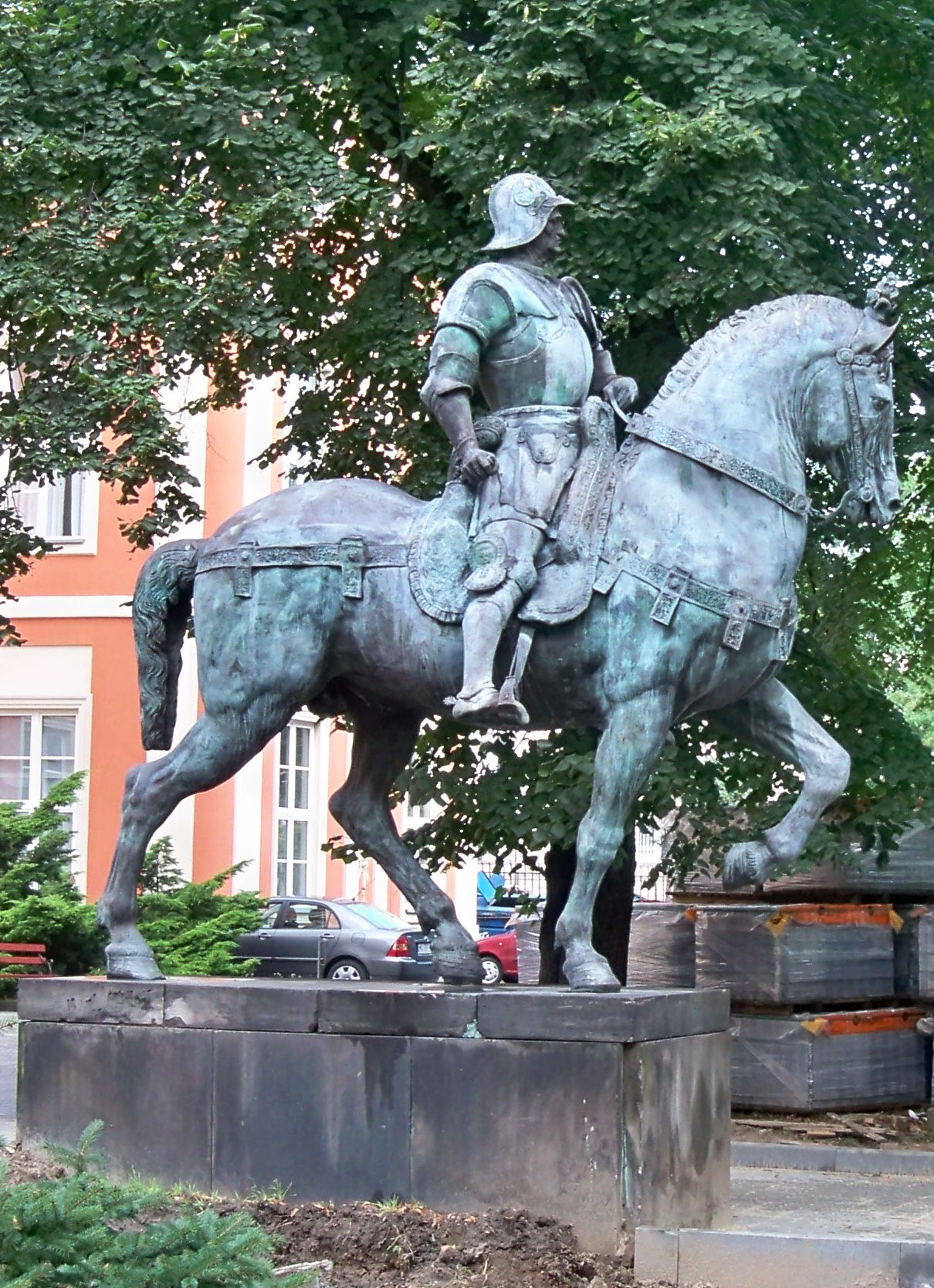
статуя Бартоломео Коллеоне у дворі перед палацом

У 1733 році будівлю було придбано сім'єю Чапських. Вони почали реконструкцію інтер'єрів палацу у стилі бароко. Головні ворота були прикрашені орлами. Над внутрішніми інтер'єрами трудилися скульптори Антон Капар і Самуель Контесса. Після смерті Чапського в 1784 році, палац успадкувала його дочка Констанція — дружина спікера парламенту Сталіслава Малаховського. З тих пір в палаці стали проводитися наради, зачитуватися проекти різних законів, а також влаштовуватися знатні прийоми.
У 1790 році архітектор Йоганн Крістіан Камзетцер прилаштував до палацу два флігелі. В одному з флігелів пізніше проживала родина Шопенів. В даний час в лівому флігелі розташована вітальня Шопенів, яка є філією музею Шопена.
Після смерті Станіслава Малаховського в 1809 році палац став власністю родини Красінських. Він став одним з центрів культурного життя Варшави. Тут проводилися літературні та музичні вечори, з року в рік родина збирала унікальну колекцію книг, які перетворилися в чудову бібліотеку. 
Основний корпус палацу був спалений 25 вересня 1939, а пізніше були повністю знищені інтер'єри палацу. Унікальна колекція картин і книг, як вважають, була спалена.
У 1948—1959 роках проводилися реставраційні роботи за проектом архітектора Станіслава Брукалського. Після реставрації палац Чапських був включений до складу Академії красних мистецтв. У 1985 році тут було відкрито музей, де представлені близько 30 000 робіт з усіх областей образотворчого мистецтва: живопис, скульптура, графіка, малюнок.